# Кезерашвили, Гурами Яковлевич
Гурами (Гурам) Яковлевич Кезерашвили (1952—1999) — российский учёный, специалист в области физики высоких энергий, доктор физико-математических наук, профессор, создатель установок РОКК (Рассеянные Обратно Комптоновские Кванты).

## Биография
Родился 15 июня 1952 года в Тбилиси в семье военнослужащего.
Окончил 42-ю физико-математическую школу (1969) , 4 курса физфака Тбилисского университета (1973) и физико-технический факультет Новосибирского электротехнического института (1975).
Работал там же: ассистент, младший научный сотрудник.
С октября 1977 года в Институте ядерной физики им. Г. И. Будкера: старший лаборант, младший и старший научный сотрудник.
По совместительству — доцент, профессор НЭТИ и НГУ.
Трагически погиб 27 ноября 1999 года (убит грабителями в своей квартире в Новосибирске). Похоронен на Заельцовском кладбище.
Юбилейный семинар его памяти состоялся в Институте ядерной физики, Новосибирск, 15 июня 2012 г.
Брат — директор центра теоретической физики Городского университета Нью-Йорка профессор Роман Яковлевич Кезерашвили (Roman Kezerashvili).

## Научная деятельность
Диссертации:
- Обратное комптоновское рассеяние в экспериментах на электрон-позитронных накопителях : диссертация … кандидата физико-математических наук : 01.04.20. — Новосибирск, 1986. — 126 с. : ил.
- Обратный комптон эффект на электрон-позитронных пучках в накопителях (методика, эксперименты, новые возможности) : дис. … доктора физико-математических наук : 01.04.16 / Рос. АН Сиб. отд-ние. Ин-т ядерной физики им. Г. И. Будкера. — Новосибирск, 1994. — 200 с.

Руководил созданием установок РОКК (Рассеянные Обратно Комптоновские Кванты): РОКК-1 (1982), РОКК-2 (1987), РОКК-1М (1992), на накопителях ВЭПП-4, ВЭПП-3 и ВЭПП-4М, соответственно.
Установка РОКК-1 позволяла получать поляризованные монохроматических γ-кванты с потоком 2×105 фотон/с в диапазоне энергий (0.1 + 1.0) ГэВ. На момент создания являлась единственной в СССР и по диапазону энергий полученных γ-квантов превосходила аналогичную установку LADONE (вторую в мире) во Фраскати (Италия).
Установка РОКК-2 с потоком поляризованных и монохроматических фотонов 2×106 фотон/с в диапазоне энергий (30+220) МэВ. На момент создания её параметры являлись рекордными.

## Публикации
Автор 57 публикаций: https://www.researchgate.net/scientific-contributions/29679437_G_Ya_Kezerashvili
Публикации:
- Обнаружение выхода нейтронов при химических реакциях / А. В. Аржанников, Г. Я. Кезерашвили. — Новосибирск : ИЯФ, 1990. — 11 с. : ил.; 20 см. — (Препр. Ин-т ядер. физики СО АН СССР; 90-36).
- Arzhannikov, A.V. and G.Y. Kezerashvili, First observation of neutron emission from chemical reactions. Phys. Lett., 1991. A156: p. 514.
- Спектрометр мечения гамма-квантов по энергии установки РОКК-2 на накопителе ВЭПП-3 / Г. Я. Кезерашвили, А. М. Милов, Б. Б. Войцеховский. — Новосибирск: ИЯФ, 1991. — 24 с. : ил.; 21 см. — (Препринт / Ин-т ядер. Физики
- Обиаружение выхода нейтронов при химических реакциях восстановления металлов / А. В. Аржанникова, Г. Я. Кезерашвили, И. И. Смириов, Н. В. Якимова — Новосибирск, 1989. — 13 с.: ил. — Библногр.: с. 13. — 290 экз.
- Experimental investigation of high-energy photon splitting in atomic fields SZ Akhmadaliev, GY Kezerashvili, SG Klimenko… — Physical review …, 2002 — APS
- Photofission cross section and fissility of pre-actinide and intermediate-mass nuclei by 120 and 145 MeV Compton backscattered photons. ML Terranova, GY Kezerashvili, AM Milov… — Journal of Physics G …, 1998 — iopscience.iop.org
- Delbruk scattering, Photon splitting in the nuclear field [Akhmadaliev, G.Y. Kezerashvili, S.G. Klimenko e.a. Phys.Rev.Lett. 89:061802, 2002.
- SZ Akhmadaliev, GY Kezerashvili, SG Klimenko… — Physical review …, 2002 — APS
- Photofission cross section and fissility of pre-actinide and intermediate-mass nuclei by 120 and 145 MeV Compton backscattered photons ML Terranova, GY Kezerashvili, AM Milov… — Journal of Physics G …, 1998 — iopscience.iop.org
- Delbruk scattering, Photon splitting in the nuclear field [Akhmadaliev, G.Y. Kezerashvili, S.G. Klimenko e.a. Phys.Rev.Lett. 89:061802, 2002.
- Метод измерения сверхмалых размеров пучков в электрон-позитронных коллайдерах по обратному комптоновскому рассеянию / Г. Я. Кезерашвили, А. Н. Скринский. — Новосибирск : ИЯФ, Б. г. (1991). — 14,[4] с. : ил.; 20 см. — (Препр. Ин-т ядер. физики СО АН СССР; 91-28).
- Иванов Д. И., Кезерашвили Г. Я., Недорезов В. Г., Судов А. С., Туринге А. А. Симметричное и асимметричное деление ядер и меченными фотонами средних энергий. //ЯФ.-1992.-Т. 55 (10) .-С. 2623—2633